# Fred Van Hove
Fred Van Hove (Antwerpen, 19 februari 1937 – 13 januari 2022) was een Belgische jazzmusicus en een pionier op het gebied van Europese free jazz. Hij was pianist, accordeonist, kerkorganist, klokkenspeler en componist en werkt met improvisatie. Hij staat bekend om zijn werk in de jaren 60 en 70 met de Duitse saxofonist Peter Brötzmann en de Nederlandse drummer Han Bennink. Hiernaast heeft hij gespeeld in verschillende duo's en heeft ook bekendheid verworven als soloartiest.

## Levensloop
Het zag er in eerste instantie niet naar uit dat hij in de jazzwereld zou belanden. Hij genoot een twaalf jaar lange klassieke studie aan de Muziekacademie van Merksem (muziektheorie, harmonieleer en piano). Daarom was een optreden in 1960 tijdens het Lazy River Jazz Festival te Kortrijk verrassend en trad hij toe tot het ensemble van Mike Zinzen. Vanaf 1966 speelde hij mee in een kwartet en sextet van saxofonist Peter Brötzmanns en is in die hoedanigheid te horen op het album Machine Gun uit 1968. In 1969 presenteerde hij via de Belgische Radio- en Televisieomroep het programma Jazz-uurtje, maar zette zelf even later als pianist-componist de WIM-bigband (WIM staat voor Werkgroep Improviserende Musici) uit Antwerpen op. Weer later in 1980 volgde Musica Libera Antverpiae en het Pistri Ensemble.
Later maakte hij deel uit van een trio met Brötzmann en drummer Han Bennink. Van Hove heeft sindsdien ook gespeeld in meerdere duo's, in het bijzonder met de saxofonisten Steve Lacy en Lol Coxhill en de trombonisten Albert Mangelsdorff en Vinko Globokar. Hij heeft verschillende stukken gecomponeerd voor theater en films en doceerde lokale artiesten in Berlijn en heeft workshops gegeven in Duitsland, Frankrijk, Engeland, België en Nederland. Van Hove heeft daarnaast samengewerkt met een aantal eveneens Belgische muzikanten.
In 1996 werd hij door de Vlaamse regering benoemd tot Culturele Ambassadeur van Vlaanderen. In 2010 ontving hij de artiestenprijs van SABAM en in 2017 volgde een prijs uitgereikt door radiozender Klara.
Op 2019 gaf hij als 81-jarige een soloconcert in Museum Vleeshuis.
Van Hove overleed op 84-jarige leeftijd.
- Bibliothèque nationale de France: cb12407501j (data)
- Gemeinsame Normdatei: 134411439
- International Standard Name Identifier: 0000 0000 7833 0510
- Library of Congress Control Number: n94021299
- MusicBrainz: eb9b18b1-b847-4da2-abba-011b1c8a04ab
- Nationale Bibliotheek van Polen: a0000003098787
- Nederlandse Thesaurus van Auteursnamen: 157803104
- Système universitaire de documentation: 078848245
- Virtual International Authority File: 33683823
- WorldCat: E39PBJqw4CYfGcpP9xR76rt7pP